# ال سالوادور (کوبا)
ال سالوادور (به اسپانیایی: El Salvador) یک منطقهٔ مسکونی در کوبا است که در استان گوانتانامو واقع شده‌است. ال سالوادور ۶۳۷ کیلومتر مربع مساحت و ۴۵٬۶۶۲ نفر جمعیت دارد و ۸۵ متر بالاتر از سطح دریا واقع شده‌است.